# Leopold Wahlstedt
Leopold Wahlstedt (født 4. juli 1999) er en svensk fodboldspiller (målmand), der spiller for danske AGF. Han har tidligere blandt andet spillet for norske Odd og engelske Blackburn Rovers.

## Karriere
Wahlstedt spillede som barn i blandt andet AIK, og i foråret 2018 fik han en kontrakt med den nyoprykkede Allsvenskan-klub, Dalkurd. Det blev blot til en enkelt kamp for klubben, i Svenska cupen.
I januar 2019 skiftede han til Arendal i den tredjebedste norske liga. Skønt han begyndte som andenmålmand fik han snart debut og nåede i alt 41 kampe for klubben.  

### Odd
I 2021 hentede Odds BK ham til sit hold i Eliteserien som backup for førstemålmand Sondre Rossbach. Snart fik han chancen og greb den, så han opnåede i alt 60 kampe for klubben. Der var også stor interesse for ham fra andre klubber, og i sommeren 2023 var blandt andet Brøndby IF særdeles interesserede i ham.

### Blackburn
Wahlstedt endte med at skrive kontrakt med Blackburn Rovers F.C., hvor han fik en række kampe, efter at førstemålmanden blev skadet. Det blev til 21 kampe i Blackburn.

### AGF
I sommeren 2024 havde AGF i den danske Superliga behov for en målmand til at supplere Jesper Hansen og unge Jonathan Hutters, efter at det ikke var lykkedes at få kontrakt med Bailey Peacock-Farrell, som klubben havde lejet den foregående sæson. Allerede året forinden havde klubben haft Wahlstedt i kikkerten, og da det blev muligt, slog klubben til og gav ham en femårig kontrakt.
Han fik debut på AGF's førstehold i en pokalkamp i september 2024, men efter kort tids spil måtte han udgå med en skade, og først i foråret 2025 var han igen klar til at spille førsteholdsfodbold; superligadebuten kom først 27. marts i en kamp mod FC København, som AGF tabte 1-3.

### Landshold
Wahlstedt har opnået en enkelt ungdomslandskamp for Sverige, og i januar 2023 fik han debut for A-landsholdet.